# کلوچه
کلوچه نوعی نان شیرینی است که از آرد گندم، شکر و روغن تهیه می‌شود. با اضافه کردن پودر نارگیل یا شکلات به خمیر کلوچه می‌توان کلوچه نارگیلی یا شکلاتی تهیه کرد.

### تاریخچه
اولین بار در جهان کلوچه در قرن هفتم میلادی در ایران، سیستان پخته شد.
کلوچه سیستانی
کلوچه سیستانی، از ترکیب آرد، روغن، خمیرمایه، سیاه دانه، رازیانه و خرما است.
کلوچه خرمایی یکی از شیرینی‌های مخصوص و محلی مردم سیستان است که از سال‌های قدیم تا به امروز پخت آن در بین سیستانی‌ها رواج داشته‌است.

## وجه تسمیه
گویا واژه «کلوچه» در زبان فارسی با واژه‌های مشابه خود در دیگر زبان‌های هندواروپایی از یک ریشه است؛ قیاس کنید با روسی: Кулич (کولیچ) و یونانی: κόλλιξ (کولیکس). این واژه در شعر (کاک و کلوچه نسبتش گر به دو ماه کرده‌ام---سهل مبین که فکر آن من به دو ماه کرده‌ام) که سروده شاعر طنزگوی قرن نهم هجری قمری، بُسحاق اطعمه است، به‌کار رفته‌است. در فرهنگ بزرگ سخن، لغت‌نامه دهخدا، فرهنگ فارسی معین و عمید این واژه را فارسی دانسته‌اند.
در زبان انگلیسی، واژه Kulich از Кулич روسی و آن نیز از واژه یونانی κόλλιξ گرفته شده‌است.